# Артгешосс
Артгешосс  (нем. Artgeschoss) – художественная выставка современного интернационального искусства. Проходит ежегодно с 2013 года в разных городах Германии. Инициатором и куратором выставки является художник Дмитрий Журбин.

## История
Изначально Дмитрий Журбин думал о создании выставки под названием «ART Line», которая должна была проходить в городском пространстве, напоминая Арбат в Москве или Карлов Мост в Праге. Эта мысль позже трансформировалась в идею выставки «Артгешосс», которая проходит в местах, где соприкосновение с искусством кажется непривычным и неожиданным. Так в 2013 г. местом проведения выставки Артгешосс стало здание универмага, в 2014 – дом моды, а в 2015 – экономическая академия.
Впервые выставка прошла c 4 по 26 мая 2013 г. в городе Вольфенбюттель. В выставке приняло участие 42 художника из Германии и Европы. На территории в 3000 m2 было представлено 350 экспонатов. Первая выставка увенчалась большим успехом, так как её посетило около 10 000 человек. В 2014 г. выставка также проходила в г. Вольфенбюттель. В 2015 г. была проведена серия небольших выставок под названием Артгешосс в галерее Rowland&Kutschera в Берлине.
С 1 апреля по 24 июня 2016 г. Артгешосс проходит в г. Брауншвейг. В выставке принимают участие 42 художника.

## Выбор художников
Из 300 ежегодных заявок, экспертная комиссия под руководством Дмитрия Журбина выбирает будущих участников выставки. Критериями являются художественная идея, её доступность и профессионализм. Помимо участников из Германии, в выставке Артгешосс принимали участие художники из Франции, Испании, России, Китая, Великобритании, Марокко, Австралии, Польши, США.

## Участвовавшие художники (подборка)
- 2013: Герд Виннер
- 2014: Андрей Дугин, Михаель Емиг, Дитрих Венцель
- 2015: Дмитрий Врубель
- 2016: Юрий Жарких, Феликс Вундерлих, Костантин Дери, Мэттью Дэвис, Адельчи-Риккардо Мантовани